# Grethe Lyngs
Grethe Toft Lyngs (født Grethe Toft Mikkelsen, 19. marts 1940 i Hvidbjerg, død 3. august 1994) var en dansk politiker som var medlem af Folketinget for Centrum-Demokraterne fra 1981 til 1984.
Lyngs blev født i Hvidbjerg, Thyholm i 1940 som datter af gårdejer Carl Marinus Mikkelsen og hustru Karen Marie Toft Nielsen. Lyngs gik på Lyngs Skole 1947-1954. Hun var uddannet på Viborgs Amts Sygehjælperskole i Thisted i 1973 og arbejdede som sygehjælper. Fra 1978 til 1991 ejede hun gården på Kappelvej 26 i Lyngs på Thyholm.
Hun stiftede Centrum-Demokraternes afdeling i Thistedkredsen i 1975 og var dennes formand. I 1980 blev hun folketingskandidat i Morsøkredsen og blev valgt til Folketinget ved folketingsvalget 1981. Hun opnåede ikke genvalg ved folketingsvalget 1984.
Grethe Lyngs døde 3. august 1994 og er begravet på Lyngs Kirkegård.